# 知ってた? (テレビ番組)
『知ってた?』（しってた?）は、毎日放送テレビ（MBSテレビ）で土曜日に関西ローカルで放送された情報バラエティ番組。2003年4月放送開始。放送時間は9:45〜10:00だったが、2004年4月より「真珠の小箱」放送終了に伴い20分拡大されて9:25開始となった。
当時、全国ネットで8:00（→7:30）〜9:25に放送されていた「知っとこ!」の姉妹番組。
出演者は「知っとこ!」にレギュラー出演している中尾彬と桂ざこば、進行役の武川智美(MBSアナウンサー)。
番組内では桂ざこばの愛称「ざこびっち」、中尾彬の愛称「あきらっち」と呼び、リポーターとして桂ちょうばがVTR出演していた。
番組の内容は、一週間の中から気になったニュースや流行、グルメ情報などをランキング形式で紹介。また、エンディングでは「せやねん!」の出演者とのクロストークも行われていた。
2005年3月26日をもって終了、翌週4月2日からは後番組の「せやねん!」が放送枠を拡大して、9:25〜12:54の放送になった。